# Quốc ca Cộng hòa Altai
Quốc ca Cộng hòa Altai (tiếng Altai: Алтай Республиканыҥ Гимны, Altay Respublikanıñ Gimnı) là quốc ca của Cộng hoà Altai, một chủ thể liên bang của Nga. Phần nhạc được sáng tác bởi V. Peshnyak và lời bài hát được viết bởi Arzhan Adarov. Nó chính thức được công nhận vào ngày 11 tháng 9 năm 2001.

## Lời

### Tiếng Altai và tiếng Nga
Ba đoạn đầu tiên được hát bằng tiếng Altai bản địa, trong khi hai đoạn cuối được hát bằng ngôn ngữ chính thức của nước này, tiếng Nga.
| Ký tự Cyrill | Chuyển tự Latinh | Chuyển tự IPA |
| Кӧк теҥери јылдыстар, Улу, јайым Кан-Алтай. Ӱч-сӱмер, ыйык тайгалар Агару, јебрен Алтай. Ӱч толыкту Кан-Алтай Јыҥкыс эдер јаҥы јок. Ӱргӱлји кӱйген одыбыс Ӧчӱп калар учуры јок. Алтай – ӧскӧн кабайыс, Алтай – мӧҥкӱ кудайыс. Элен чактарга корула, Россияла бис јажына. Ты солнцем создан, Алтай, Живи и процветай. Ты вовек непоколебим, И прекрасен наш Алтай. Алтай с Россией на века. Тебе и ей мы верны. И единою судьбой Навсегда озарены! АЛТАЙ! | Kök teñeri cıldıstar, Ulu, cayım Kan-Altay. Üç-sümer, ıyık taygalar Agaru, cebren Altay. Üç tolıktu Kan-Altay Cıñkıs eder cañı cok. Ürgülci küygen odıbıs Öçüp kalar uçurı cok. Altay – öskön kabayıs, Altay – möñkü kudayıs. Elen çaktarga korula, Rossiyala bis cajına. Ty solncem sozdan, Altaj, Živi i procvetaj. Ty vovek nepokolebim, I prekrasen naš Altaj. Altaj s Rossijej na veka. Tebe i jej mi verny. I jedinoju sudjboj Navsegda ozareny! ALTAJ! | /køk teŋeɾi ɟɯldɯstɑɾ \|/ /ulu \| ɟɑjɯm kɑn ɑltɑj ‖/ /yc symeɾ \| ɯjɯk tɑjɣɑlɑɾ/ /ɑɣɑɾu \| ɟebɾen ɑltɑj ‖/ /yc tolɯktu kɑn ɑltɑj/ /ɟɯŋkɯs edeɾ ɟɑŋɯ ɟok ‖/ /yɾylɟi kyjgen odɯbɯs/ /øcyp kɑlɑɾ ucuɾɯ ɟok ‖/ /ɑltɑj \| øskøn kɑbɑjɯs \|/ /ɑltɑj \| møŋky kudɑjɯs ‖/ /elen cɑktɑɾɣɑ koɾulɑ \|/ /ɾossijɑlɑ bis ɟɑʝɯnɑ ‖/ [ˈtɨ ˈsont͡sɪm ˈsozdən \| ɐɫˈtaj \|] [ʐɨˈvʲi ˈi prət͡svʲɪˈtaj ‖] [ˈtɨ vɐˈvʲek nʲɪpəkəlʲɪˈbʲim \|] [ˈi prʲɪˈkrasʲɪn ˈnaʂ ɐɫˈtaj ‖] [ɐɫˈtaj s‿rɐˈsʲijɪj nə ˈvʲekə ‖] [tʲɪˈbʲe ˈi ˈjej ˈmɨ ˈvʲernɨ ‖] [ˈi jɪˈdʲinɐjʊ sʊdʲˈboj] [nəfsʲɪɡˈda ɐzɐˈrʲenɨ ‖] [ɐɫˈtaj ‖] |

### Tiếng Việt
Những bầu trời xanh đầy sao,
Thật rộng lớn, hãy còn tự do là Hãn của Altai.
Ba đỉnh của những taiga điềm tĩnh
Altai cổ xưa, linh thiêng này.

Ba đỉnh tượng trưng cho Hãn của Altai
Đi từ đây, sẽ không có truyền thống
Chim ưng ngủ ngon trong rừng
Thuế ngoan cường không tồn tại.

Đây là cái nôi của quốc gia Altai
Một ngàn thánh địa của Altai
Bảo vệ sự giàu có của bạn
Chúng tôi là người Nga suốt đời.
Bạn được tạo ra bởi mặt trời, Altai,
Sống và thịnh vượng.
Bạn kiên định mãi mãi,
Và Altai của chúng ta rất đẹp.

Altai với Nga trong nhiều thế kỷ
Đối với bạn và Người, chúng tôi trung thành.
Và với một số phận
Mãi mãi được tưới máu.

Altay!